# Тимофієво (Калінінградська область)
Тимофієво (рос. Тимофеево) — селище Краснознаменського району, Калінінградської області Росії. Входить до складу Краснознаменського міського округу.
Населення —  420 осіб (2015 рік). 

## Населення
| 1910 | 1933 | 1939 | 2002 | 2010 |
| ---- | ---- | ---- | ---- | ---- |
| 248  | ↗297 | ↗336 | ↗414 | ↗420 |